# Koreańska fala
Koreańska fala (hangul: 한류; hancha: 韓流; RR: hallyu; MR: hallyu, dosł. „przypływ Korei”) – wzrost globalnej popularności kultury Korei Południowej zauważalny od 1990 roku. Początkowo napędzana przez rozprzestrzenianie się seriali koreańskich i K-popu po całej Wschodniej, Południowej i Południowo-Wschodniej Azji w swoich początkowych etapach, koreańska fala rozwinęła się wraz z rozwojem regionalnym na zjawisko globalne, rozprzestrzeniane przez Internet, media społecznościowe i proliferację teledysków K-popowych w serwisie YouTube.
Od początku XXI wieku Korea Południowa stała się głównym eksporterem kultury popularnej i turystyki, aspektów, które stały się istotną częścią rozkwitającej gospodarki. Rosnąca popularność koreańskiej popkultury w wielu częściach świata skłoniła rząd Korei Południowej do wspierania swoich przemysłów kreatywnych poprzez subwencje i dofinansowania dla startupów, jako formę „soft power”, i w celu zostania jednym z największych na świecie eksporterów kultury, niszy zdominowanej przez Stany Zjednoczone przez prawie sto lat.
Znaczna część sukcesu koreańskiej fali zawdzięcza po części rozwojowi usług społecznościowych i internetowych platform udostępniania wideo, takich jak YouTube, które pozwoliły koreańskiemu przemysłowi rozrywkowemu dotrzeć do znacznej zagranicznej publiczności. Wykorzystanie tych środków w ułatwiło promowanie, dystrybucję i konsumpcję różnych form rozrywki (i w szczególności K-popu) przyczyniając się do gwałtownego wzrostu ich popularności na całym świecie od połowy lat 2000–2009.

## Ogólny zarys
Koreańskie określenie zjawiska jest neologizmem. Termin hanryu (Hangul: 한류), częściej latynizowany jako hallyu, składa się z dwóch rdzennych słów: han (韓) mniej więcej oznacza „koreański”, natomiast liu lub ryu (流) oznacza „płynąć” lub „fala”, odnosi się do rozpowszechniania kultury koreańskiej.
Pojęcie koreańskiej fali obejmuje globalną wiedzę o różnych aspektach kultury Korei Południowej, w tym filmy i telewizję (zwłaszcza seriale koreańskie), K-pop, manhwy, język koreański, modę, koreańską kuchnię oraz sporty elektroniczne i gry komputerowe. Amerykański politolog Joseph Nye zinterpretował koreańską falę jako „rosnącą popularność wszystkiego co koreańskie, od mody i filmu po muzykę i kuchnię”.

## Historia

### 1950–1995: Powstanie przemysłu kulturowego
Po wojnie koreańskiej (1950–1953) oraz podpisaniu rozejmu w 1953 roku, Korea Południowa doświadczyła okresu szybkiego wzrostu gospodarczego znanego jako cud na rzece Han.
Podczas prezydentury Park Chung-hee do przemysłu filmowego w Korei Południowej zostało wprowadzone tzw. „screen quota”, by ograniczyć liczbę zagranicznych filmów wyświetlanych w kinach. Miała ona na celu wyeliminowanie konkurencji pomiędzy krajowymi i zagranicznymi filmami blockbusterowymi. Jednak w 1986 roku Motion Picture Association of America wniosło skargę do Senatu Stanów Zjednoczonych dotyczącą przepisów narzuconych przez rząd Korei Południowej, który został zmuszony do zniesienia ograniczeń. W 1988 roku 20th Century Fox stał się pierwszym amerykańskim studiem filmowym, które założyło biuro dystrybucji w Korei Południowej, następnymi były Warner Bros. (1989), Columbia Pictures (1990) i Walt Disney (1993).
Do 1994 roku udział Hollywoodu w południowokoreańskim rynku filmowym osiągnął szczyt na poziomie około 80%, a udział krajowego przemysłu filmowego spadł do jedynie 15,9%. W tym samym roku prezydent Kim Young-sam otrzymał od swoich doradców raport, z którego wynikało, że całkowite przychody wygenerowane przez film Park Jurajski (a także m.in. gadżety i licencje) przewyższyły dochód ze sprzedaży 1,5 miliona samochodów Hyundaia, firmy będącej dumą narodową. Zwróciło to uwagę rządu na potencjał finansowy i wizerunkowy tkwiący w kulturze popularnej i mediach. Efektem raportu było powstanie biura przemysłu kulturowego w Ministerstwie Kultury i Sportu, aby móc rozwijać krajowy sektor mediów.

### 1996–1999: Rozwój przemysłu kulturowego
Azjatycki kryzys finansowy, który rozpoczął się w czerwcu 1997 r., doprowadził do znacznych strat w sektorze produkcyjnym, co skłoniło niektóre z firm do przejścia w branżę rozrywkową.
Koreańska fala ma swoje początki gdzieś ok. 1997 roku, kiedy chińska stacja CCTV wyemitowała serial koreański telewizyjny Sarang-i mwogillae (pl. Czym jest miłość), który okazał się wielkim hitem uzyskując oglądalność najwyższą dla produkcji zagranicznej. W odpowiedzi na duże zainteresowanie, CCTV ponownie wyemitowało serial w 1998 roku w godzinach największej oglądalności i odnotowało drugi wynik pod względem oglądalności w historii chińskiej telewizji. W 1999 roku kolejny koreański serial, Stars in My Heart, stał się wielkim hitem w Chinach i na Tajwanie. Od tego czasu, koreańskie seriale telewizyjne zajmowały coraz więcej czasu antenowego na kanałach telewizyjnych w Hongkongu, na Tajwanie, w Singapurze, Wietnamie i Indonezji.
W lutym 1999 roku miał swoją premierę pierwszy krajowy, wysokobudżetowy film, Swiri, który odniósł wielki sukces komercyjny – zarobił ponad 11 mln dolarów, pokonując hollywoodzkiego blockbustera Titanica.

### 1999–2010: Koreańska fala w Azji
Pod koniec lat 90. XX w. krajowa muzyczna stacja telewizyjna, Channel V, wyemitowała koreańskie popowe teledyski tworząc ogromną rzeszę fanów K-popu w Azji. W szczególności boysband H.O.T. znalazł się na szczytach list przebojów popowych w Chinach i na Tajwanie w 1998 roku – zespół był tak popularny, że sprzedaż płyt rosła przez pewien czas nawet po rozpadzie zespołu w połowie 2001 roku. Po udanym koncercie H.O.T. w Pekinie w lutym 2000 roku, wiele gwiazd K-popu, takich jak Ahn Jae-wook (aktor i piosenkarz, który zagrał w Stars in My Heart), boysbandy NRG i Shinhwa, girlsband Baby V.O.X, koncertowało w Chinach przyciągając ponad 30 tys. chińskiej młodzieży na każdym koncercie. W 2002 roku koreańska nastoletnia gwiazda popu, BoA, wydała debiutancki album Listen to My Heart, który osiągnął pierwsze miejsce na liście Oricon Weekly Album Chart i sprzedał się w ilości ponad 1 miliona egzemplarzy w 2002 roku.
W 2002 roku serial Winter Sonata (wyprodukowany przez koreańską stację KBS2) stał się pierwszym serialem dorównującym popularnością w Azji tajwańskiemu serialowi Meteor Garden. Sprzedaż towarów, w tym zestawów DVD i powieści, przekroczyła 3,5 mln dolarów Japonii. Ten serial zaznaczył początek koreańskiej fali w Japonii. Inne seriale koreańskie z kolejnych lat, jak np. Klejnot w pałacu (2003) oraz Full House (2004) osiągnęły porównywalny sukces.
Przełom dla K-popu przyszedł wraz z debiutem takich zespołów jak TVXQ (2003), SS501 (2005), Super Junior (2005) i innych artystów okrzykniętych przez reportera BBC „powszechnie znanymi nazwami w znacznej części Azji”. W 2003 roku południowokoreańska grupa Baby V.O.X wydała chiński singel zatytułowany „I’m Still Loving You”, który uplasował się na szczytach różnych list przebojów w Chinach, zdobywając duży krąg fanów. Piosenka „I’m Still Loving You” i ich kolejny singel „What Should I Do” był też notowany w Tajlandii.

### Od 2010: Koreańska fala na całym świecie

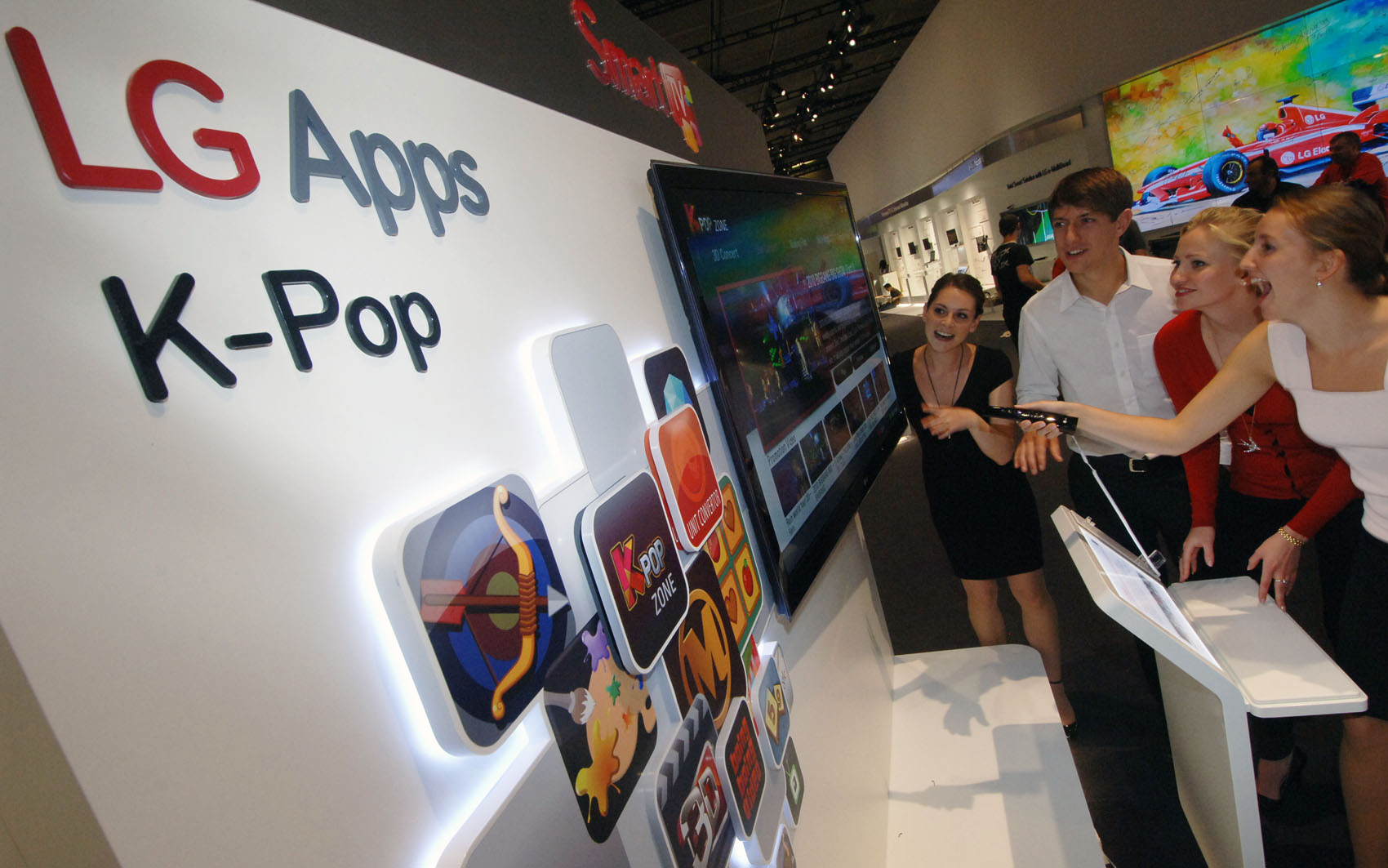
Piosenki K-popowe odtwarzane przez południowokoreański konglomerat LG podczas targów IFA w Niemczech w 2011 roku

W Stanach Zjednoczonych koreańska kultura i K-pop rozprzestrzenił się dzięki społeczności Amerykanów pochodzenia koreańskiego, takich jak te w Los Angeles czy w Nowym Jorku. Jednakże kilka wcześniej K-pop nie wzbudził dużego zainteresowania ze strony amerykańskich producentów muzycznych – według Sanga Cho, dyrektora operacyjnego Mnet Media, próba jego pracowników przedstawienia około trzystu teledysków K-popowych amerykańskim producentom i wytwórniom płytowym spotkała się z niewielkim zainteresowaniem odpowiedzi, „byli uprzejmi, ale nie była to poważna rozmowa”. Podobnie próbowali zadebiutować w Stanach tacy artyści, jak BoA i Se7en, którzy jednak nie uzyskali odzewu. Wysiłki te zostały nazwane przez reportera CNN „kompletną klapą”.

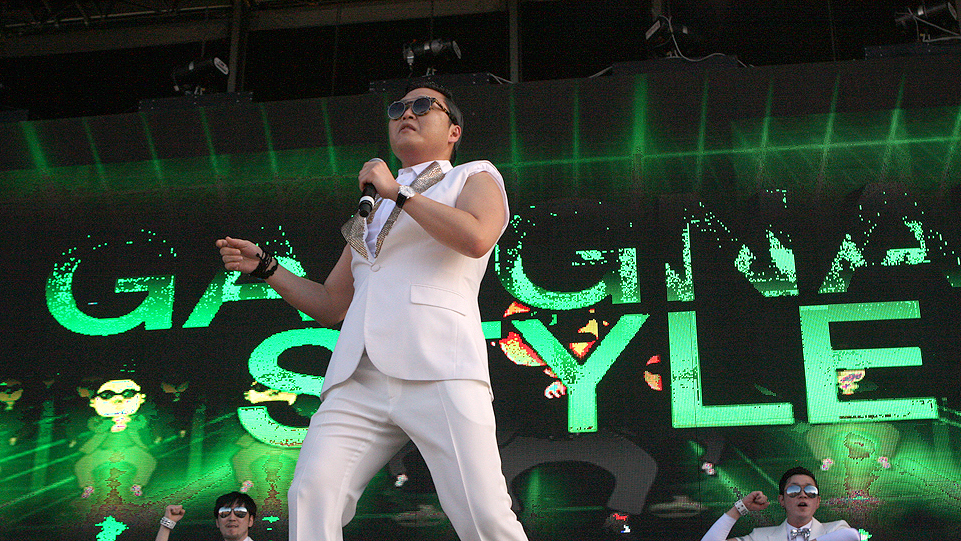
Psy wykonuje Gangnam Style w Sydney, Australii w 2013 roku.

Pomimo tego sam K-pop i koreańskie produkcje telewizyjne (jak np. Samhanji – Jumong pyeon) zyskując coraz większą popularność nie tylko w Stanach Zjednoczonych, zdobywając oddanych fanów na całym świecie, szczególnie po tym jak teledysk PSYa, Gangnam Style, rozprzestrzenił się szybko w internecie w 2012 roku zostając pierwszym filmem na YouTube, który zdobył ponad miliard odsłon. Serwis YouTube odegrał szczególną rolę we wzroście międzynarodowej popularności K-popu.
W 2012 roku koreańska fala została wspomniana zarówno przez prezydenta Stanów Zjednoczonych, Baracka Obamę na Uniwersytecie Studiów Zagranicznych Hankuk 26 marca i sekretarza generalnego ONZ Ban Ki-moona w Zgromadzeniu Narodowym Korei Południowej 30 października.

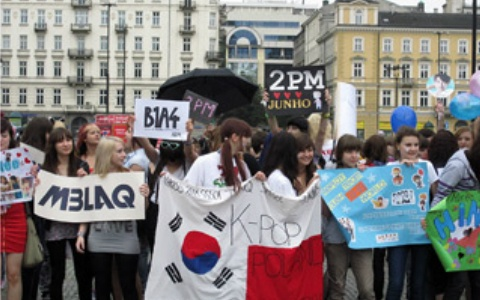
Fani K-popu poza Centrum Kultury Koreańskiej w Warszawie z banerami koreańskich boybandów MBLAQ, B1A4 i 2PM w 2011 roku.

W lutym 2013 roku wiceprezydent Peru, Marisol Espinoza, w wywiadzie dla Yonhap News Agency powitała koreańską falę w Peru. Hit PSYa wzbudził także zainteresowanie kuchnią koreańską. Wprowadzenie koreańskich produktów w brytyjskiej sieci supermarketów Tesco przyniosło sieci ponad dwukrotne zyski.
25 lutego 2013 roku nowo wybrana prezydent Korei Południowej, Park Geun-hye, wygłosiła swoją mowę inauguracyjną, w której obiecała zbudować naród, który „stanie się szczęśliwszy poprzez kulturę”, i aby wspierać „nowy renesans kulturowy”, który wyjdzie poza różnice etniczne i przezwyciężyć ideologie, dzięki „zdolności do dzielenia się szczęściem”. Według „The Korea Times”, jednym z głównych priorytetów Park Geun-hye jako prezydenta było przeznaczenie co najmniej dwóch procent budżetu państwa na dalszy rozwój sektora przemysłu kulturowego Korei Południowej oraz do poszukiwania bardziej kulturalnych wymian z Koreą Północną.
Korea Południowa doświadczyła w ostatnich latach wzrost w sektorze turystycznym, przyjmując ponad 12 milionów odwiedzających w 2013 roku, z 6 milionami turystów z Chin. Pojęcie turystyka hallyu odnosi się do obcokrajowców odwiedzających Koreę Południową przez wpływ koreańskiej fali. Osoby te odwiedzają zazwyczaj miejsca kręcenia popularnych dram, teledysków k-popowych oraz inne atrakcje turystyczne związane z hallyu.
W 2016 roku Forbes opublikował artykuł na temat wpływu ekonomicznego globalnych gwiazd K-popowych. Najlepsi wśród gwiazd K-popu, BIGBANG, zarobili 44 miliony dolarów (bez podatku) w ciągu owego roku, przekraczając 33,5 miliona dolarów zarobionych przez najwyżej opłacaną amerykańską grupę męską Maroon 5.

## IndeksHallyu
Państwowa organizacja promocji handlu Republiki Korei, KOTRA, publikuje roczny wskaźnik pomiaru zasięgu koreańskiej fali w największych krajach na całym świecie. Indeks jest obliczany przez połączenie danych eksportowych i badań publicznych.
W 2015 roku przeprowadzono badania publiczne ankietując 8130 osób z 29 krajów.